# Roland Mack
Roland Mack (Freiburg im Breisgau, 12 de outubro de 1949) é um empresário alemão.

## Vida
Filho do empresário Franz Mack, viveu em sua infância em Waldkirch. De 1969 a 1974 estudou engenharia mecânica na Universidade Técnica de Karlsruhe. Após a morte do parceiro de negócios de seu pai em 1975, fundou com ele o Europa Park em Rust. Desde então é diretor o mesmo. Além disso é acionista da Mack Rides GmbH & Co KG em Waldkirch.

## Condecorações
- Ordem do Mérito da República Federal da Alemanha (1999)
- Cavaleiro da Ordem Nacional do Mérito (2002)
- Cavaleiro da Ordem Nacional da Legião de Honra (2008)
- Doutor honoris causa do Instituto de Tecnologia de Karlsruhe (2013)[1]